# 淦田镇
淦田镇，是中华人民共和国湖南省株洲市渌口区下辖的一个乡镇级行政单位。

## 歷史
据《湘潭县志》引许慎注釋：「淦、泥地。字一作冷。又水入船中为淦，以之名田。」故名淦田。三国吴太平二年（257年）吳王将建宁县城迁于淦田，後为湘潭县墟市，株洲市建立後，淦田於1959年划入株洲市郊区，1961年析設淦田公社、八斗公社，1965年划归株洲县。2005年原八斗乡并入淦田镇。2015年，原平山乡并入淦田镇。

## 行政区划
淦田镇下辖以下地区：
车站社区、新街社区、长雅村、让水村、鲇鱼山村、宏图村、横岭村、蟠龙村、铜锣村、三峡村、粟塘村、浒涧村、建宁村、新马村、淦田村、梓湖村、棋盘村、清南村、青山村、南港村、仙娥村、瑶泉村、八斗村、东冲村、南塘村、毛坪村和梓木村。

## 交通
- 京广铁路：淦田站
- 211省道